# Bare Bones
Bare Bones é um álbum ao vivo e acústico do cantor de rock canadense Bryan Adams. O álbum foi lançado em 16 de novembro de 2010. As faixas do álbum foram escolhidas pelos fãs através do twitter e pelo site oficial de Adams.
| Críticas profissionais | Críticas profissionais |
| Avaliações da crítica  | Avaliações da crítica  |
| Fonte                  | Avaliação              |
| ---------------------- | ---------------------- |
| Allmusic               | [ 2 ]                  |
| Mojo                   | [ 3 ]                  |
| Q                      | [ 3 ]                  |

## Lista de faixas
| N.º | Título                                        | Letras                          | Gravado em                                                                  | Duração |  |
| 1.  | "You've Been a Friend to Me"                  | Bryan Adams, Gretchen Peters    | Capitol Center for the Arts, 9 de junho de 2010, em Concord                 | 3:16    |  |
| 2.  | "Here I Am"                                   | Adams, Peters, Hans Zimmer      | Anderson Hall, 14 de junho de 2010, em Binghamton                           | 3:47    |  |
| 3.  | "I'm Ready"                                   | Adams, Jim Vallance             | Anderson Center for the Performing Arts, 14 de junho de 2010, em Binghamton | 4:02    |  |
| 4.  | "Let's Make a Night to Remember"              | Adams, Robert John "Mutt" Lange | Maine Center for the Arts, 10 de junho de 2010, em Orono                    | 3:47    |  |
| 5.  | "It Ain't a Party (If You Can't Come 'Round)" | Adams, Lange                    | Weinberg Center for the Arts, 15 de junho de 2010, em Frederick             | 3:10    |  |
| 6.  | "(Everything I Do) I Do It for You"           | Adams, Lange, Michael Kamen     | Sentrum Scene, 27 de maio de 2010, em Oslo                                  | 5:21    |  |
| 7.  | "Cuts Like a Knife"                           | Adams, Vallance                 | Anderson Center for the Performing Arts, 14 de junho de 2010, em Binghamton | 4:43    |  |
| 8.  | "Please Forgive Me"                           | Adams, Lange                    | Anderson Center for the Performing Arts, 14 de junho de 2010, em Binghamton | 3:48    |  |
| 9.  | "Summer of '69"                               | Adams, Vallance                 | Weinberg Center, 15 de junho de 2010, em Frederick                          | 4:12    |  |
| 10. | "Walk on By"                                  | Adams, Vallance                 | Anderson Center for the Performing Arts, 14 de junho de 2010, em Binghamton | 2:44    |  |
| 11. | "Cloud Number Nine"                           | Adams, Peters, Max Martin       | Sentrum Scene, 27 de maio de 2010, em Oslo                                  | 3:48    |  |
| 12. | "It's Only Love (canção de Bryan Adams)"      | Adams, Vallance                 | Weinberg Center, 15 de junho de 2010, em Frederick                          | 3:33    |  |
| 13. | "Heaven"                                      | Adams, Vallance                 | Anderson Center for the Performing Arts, 14 de junho de 2010, em Binghamton | 4:12    |  |
| 14. | "The Right Place"                             | Adams, Vallance                 | Anderson Center for the Performing Arts, 14 de junho de 2010, em Binghamton | 2:54    |  |
| 15. | "The Way You Make Me Feel"                    | Adams, Phil Thornalley          | Sentrum Scene, 27 de maio de 2010, em Oslo                                  | 3:08    |  |
| 16. | "The Only Thing That Looks Good on Me Is You" | Adams, Lange                    | Sentrum Scene, 27 de maio de 2010, em Oslo                                  | 2:50    |  |
| 17. | "You're Still Beautiful to Me"                | Adams, Lange                    | Anderson Center for the Performing Arts, 14 de junho de 2010, em Binghamton | 4:12    |  |
| 18. | "Straight from the Heart"                     | Adams, Eric Kagna               | Veterans Memorial Auditorium, 11 de junho de 2010, em Providence            | 3:24    |  |
| 19. | "I Still Miss You... A Little Bit"            | Adams, Vallance                 | Weinberg Center, 15 de junho de 2010, Frederick                             | 3:30    |  |
| 20. | "All for Love"                                | Adams, Lange, Kamen             | Community Arts Center, 16 de junho de 2010, em Williamsport                 | 3:16    |  |

## Paradas e posições
| País/Parada (2010–2011)         | Melhor posição |
| ------------------------------- | -------------- |
| Alemanha (Media Control Charts) | 28             |
| Austrália (ARIA)                | 38             |
| Áustria (Ö3 Austria Top 40)     | 19             |
| Bélgica (Ultratop 50 Flanders)  | 78             |
| Espanha (PROMUSICAE)            | 66             |
| Países Baixos (MegaCharts)      | 52             |
| Portugal (AFP)                  | 6              |
| Suíça (Schweizer Hitparade)     | 20             |

## Pessoal
- Bryan Adams – Guitarra acústica, gaita
- Gary Breit – Piano

Performance adicional
- Ben Dobie – Gravação
- Bob Clearmountain – Mixagem
- Jody Perpick – Som